# Nolina lindheimeriana
Nolina lindheimeriana es una especie de planta con rizoma perteneciente a la familia de las asparagáceas. Es originaria de  Norteamérica.

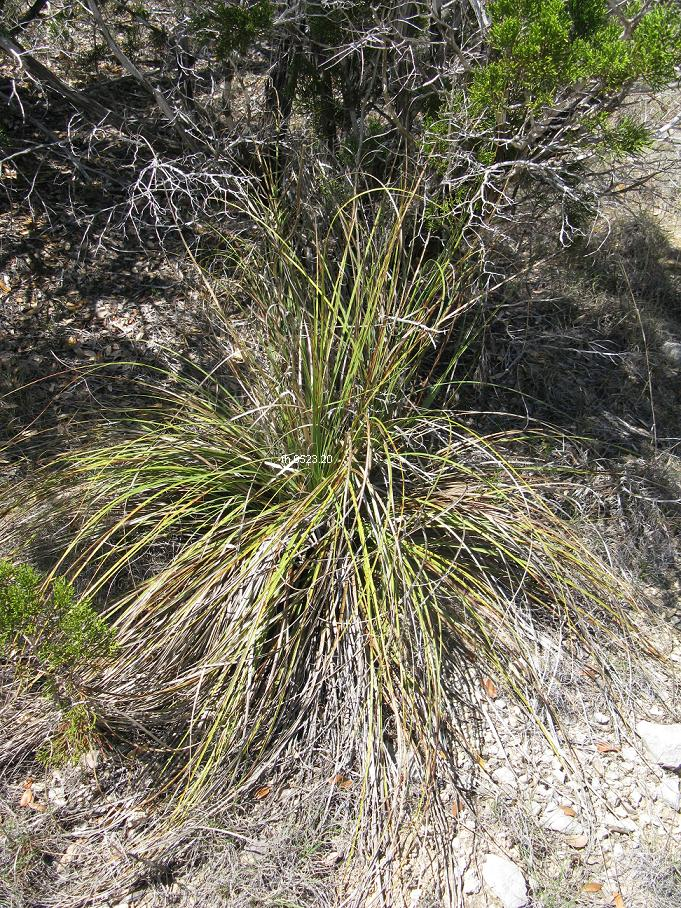
Vista de la planta

## Descripción
Es una planta casi sin tallo, que forma grupos de 1-2 m de diámetro. Las hojas son herbáceas y caídas en el suelo, de color verde o amarillo, de 30 a 100 cm de largo y 3-12 mm de ancho. Los márgenes de las hojas son dentados. La inflorescencia es ramificada de 1 a 2 m de largo. Las flores de color amarillo a crema son de 1,8 a 2,5 mm de largo y de ancho. El período de floración se extiende de abril a mayo. El fruto en forma de cápsulas leñosas con semillas de color marrón, de 2-3 mm de diámetro. Las semillas maduran en julio.

## Difusión, y hábitat
Nolina lindheimeriana se encuentra en los EE. UU. el estado de Texas, y México en el estado de Zacatecas distribuida en un área limitada a altitudes de 400 a 600 m, donde crece en las colinas de piedra caliza y en los bosques abiertos. Se asocia con Yucca rupicola, el híbrido natural  Yucca × keithii  y varias especies de Opuntia.
Se asemeja a Nolina texana, un representante de la Sección de Erumpentes, pero tiene diferencias en la estructura de la inflorescencia y las hojas.

## Taxonomía
Nolina lindheimeriana fue descrita por (Scheele) Sereno Watson y publicado en Proceedings of the American Academy of Arts and Sciences 14: 247, en el año 1879.
Etimología
Nolina: nombre genérico otorgado en honor del botánico francés  Abbé P. C. Nolin, coautor del trabajo publicado 1755 Essai sur l'agricultura moderne.
lindheimeriana: epíteto otorgado en honor del botánico Ferdinand Lindheimer.
Sinonimia
- Beaucarnea lindheimeriana (Scheele) Baker
- Dasylirion lindheimerianum Scheele	basónimo
- Dasylirion tenuifolium Torr.[4](Scheele) Baker.[5]